# Meridià 52 a l'est
El meridià 52 a l'est de Greenwich és una línia de longitud que s'estén des del pol Nord travessant l'oceà Àrtic, Àsia, l'oceà Índic, l'oceà Antàrtic i l'Antàrtida fins al pol Sud.
El meridià 52 a l'est forma un cercle màxim amb el meridià 128 a l'oest. Com tots els altres meridians, la seva longitud correspon a una semicircumferència terrestre, uns 20.003,932 km. Al nivell de l'Equador, és a una distància del meridià de Greenwich de 5.789 km.

## De Pol a Pol
Començant en el pol Nord i dirigint-se cap al pol Sud, aquest meridià travessa:
| Coordenades                             | País, territori o mar | Notes |
| --------------------------------------- | --------------------- | --- |
| 90° 0′ N, 52° 0′ E / 90.000°N,52.000°E  | Oceà Àrtic            | |
| 80° 41′ N, 52° 0′ E / 80.683°N,52.000°E | Mar de Barents        | Passa entre la Terra de George i l'illa Hooker, Terra de Francesc Josep, Rússia                                                          |
| 72° 6′ N, 52° 0′ E / 72.100°N,52.000°E  | Rússia                | Illa Iujni, Nova Terra |
| 71° 28′ N, 52° 0′ E / 71.467°N,52.000°E | Mar de Barents        | |
| 68° 32′ N, 52° 0′ E / 68.533°N,52.000°E | Rússia                | |
| 51° 40′ N, 52° 0′ E / 51.667°N,52.000°E | Kazakhstan            | |
| 46° 49′ N, 52° 0′ E / 46.817°N,52.000°E | Mar Càspia            | |
| 45° 24′ N, 52° 0′ E / 45.400°N,52.000°E | Kazakhstan            | Península de Manguistau |
| 42° 51′ N, 52° 0′ E / 42.850°N,52.000°E | Mar Càspia            | |
| 36° 35′ N, 52° 0′ E / 36.583°N,52.000°E | Iran                  | |
| 27° 50′ N, 52° 0′ E / 27.833°N,52.000°E | Golf Pèrsic           | |
| 24° 12′ N, 52° 0′ E / 24.200°N,52.000°E | Emirats Àrabs Units   | Una illa a l'emirat d'Abu Dhabi |
| 24° 10′ N, 52° 0′ E / 24.167°N,52.000°E | Golf Pèrsic           | |
| 23° 59′ N, 52° 0′ E / 23.983°N,52.000°E | Emirats Àrabs Units   | Emirat d'Abu Dhabi |
| 23° 37′ N, 52° 0′ E / 23.617°N,52.000°E | Aràbia Saudita        | El meridià toca el punt més oriental d' Oman a la frontera amb Iemen                                                                     |
| 19° 0′ N, 52° 0′ E / 19.000°N,52.000°E  | Iemen                 | |
| 15° 32′ N, 52° 0′ E / 15.533°N,52.000°E | Oceà Índic            | Passa a l'est de l'illa d'Abd al Kuri, Iemen · Passa entre Illa de la Possessió i illa de l'Est, Terres Australs i Antàrtiques Franceses |
| 60° 0′ S, 52° 0′ E / 60.000°S,52.000°E  | Oceà Antàrtic         | |
| 66° 0′ S, 52° 0′ E / 66.000°S,52.000°E  | Antàrtida             | Territori Antàrtic Australià, reclamada per Austràlia                                                                                    |